# Brenschede (Bochum)
Brenschede ist ein Ortsteil von Bochum-Wiemelhausen. Im Mittelalter wurde die Wasserburg Haus Brenschede errichtet, ein Lehen von Limburg-Styrum. Bis 1800 hatten sich auf dem Gelände des Hauses 22 Kotten angesiedelt. Haus Brenschede wurde 1943 zerstört. Im 17. Jahrhundert kam der Bergbau auf. Zu den Bergwerken zählten Prinz Kater, Alte und Neue Mißgunst, Gottesglück, Neue Hoffnung, Gute Hoffnung, Glücksburg, Julius Philipp und Eberhardine. Zum gesellschaftlichen Leben zählen der Bürger-Schützenverein Bochum-Brenschede 1797, der Turnverein Bochum-Brenschede 1911 und der Verein Brenscheder Bauern 1976.